# Dead Man's Bones
Dead Man's Bones es una banda con el actor Ryan Gosling  y su amigo Zach Shields. Su primer álbum, Dead Man's Bones fue lanzado el 6 de octubre de 2009 a través de la discográfica ANTI- Records. El álbum entero es una colaboración con el Silverlake Conservatory Children’s Choir (Coro de Niños del Conservatorio de Silverlake) fundado por Flea de Los Ángeles, California. Gosling actúa bajo el alias de "Baby Goose". Algunas de estas canciones siendo parte del soundtrack oficial de Nostalgia

## Discografía
| Año de Lanzamiento | Álbum            |
| ------------------ | ---------------- |
| 2009               | Dead Man's Bones |

- Dead Man's Bones (6 de octubre de 2009, ANTI- Records)

1. "Intro" - 0:50
2. "Dead Hearts" - 5:13
3. "In the Room Where You Sleep" - 3:56
4. "Buried in Water" - 5:16
5. "My Body's a Zombie for You" - 4:31
6. "Pa Pa Power" - 4:05
7. "Young & Tragic" - 3:51
8. "Paper Ships" - 2:52
9. "Lose Your Soul" - 4:35
10. "Werewolf Heart" - 3:25
11. "Dead Man's Bones" - 3:00
12. "Flowers Grow Out of My Grave" - 2:39

También han tocado varios conciertos en "FYF 2010" en Los Ángeles, CA y han hecho dos tours por su zona.

## Miembros
- Ryan Gosling
- Zach Shields